# Castello Cabiaglio

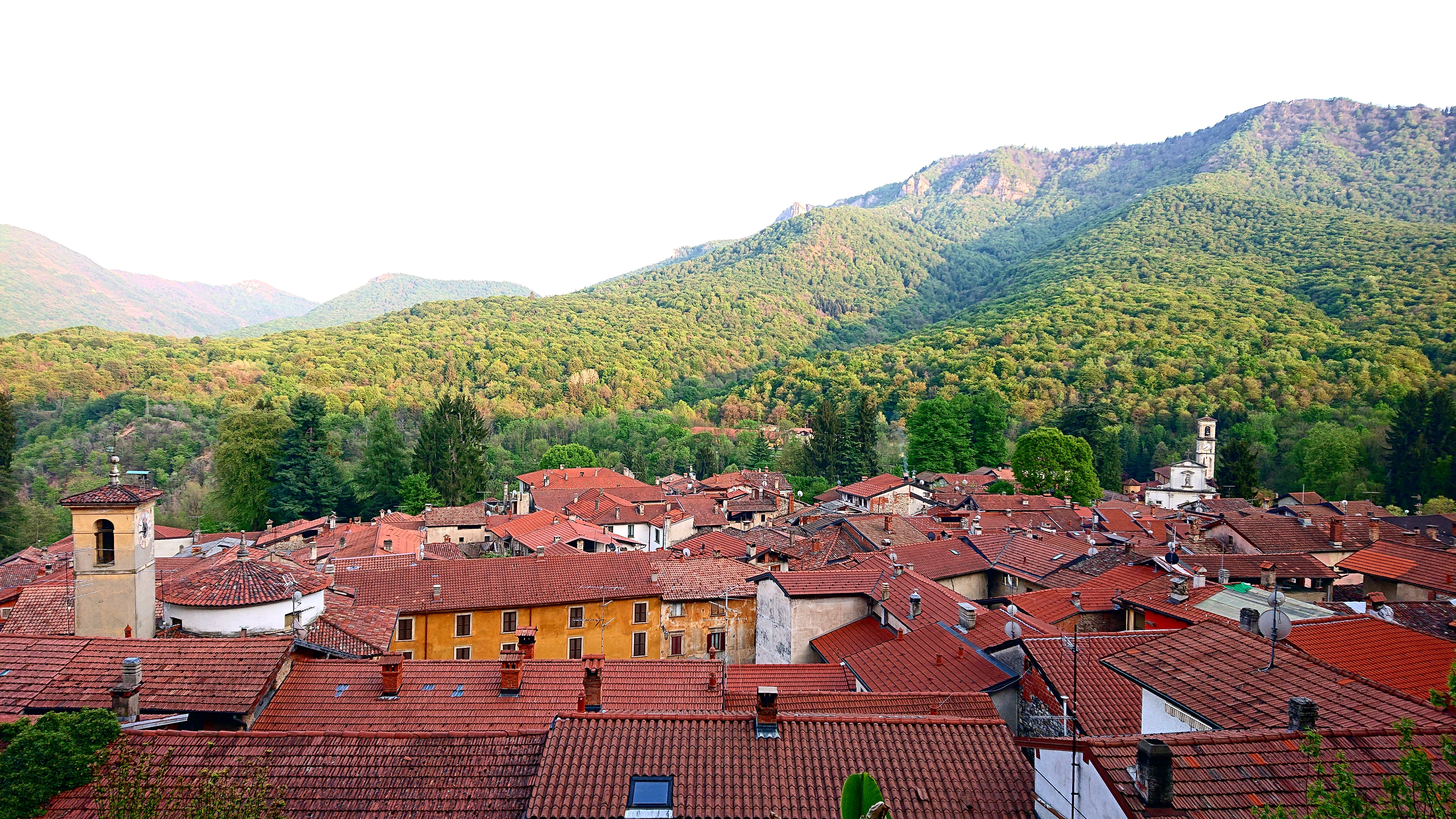
Cabiaglio

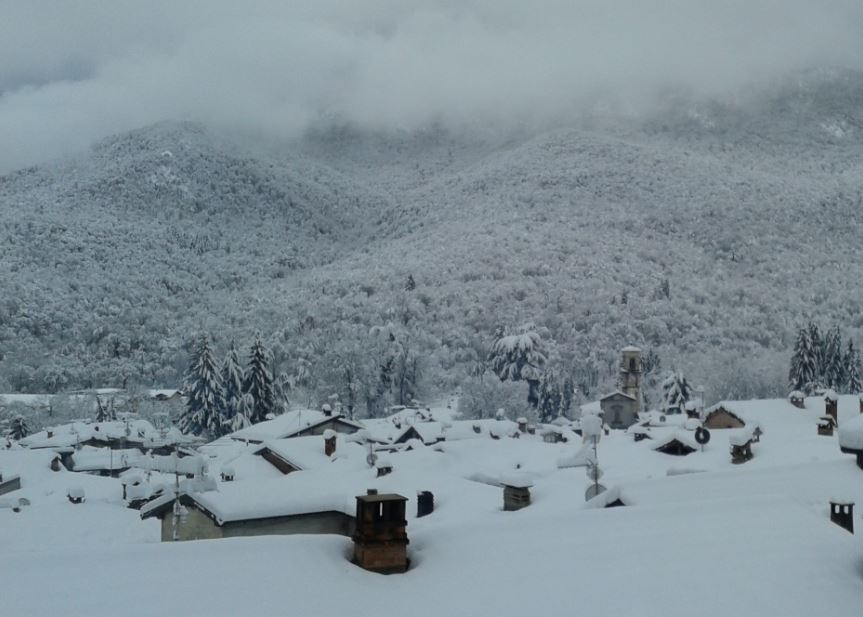
Castello Cabiaglio im Winter

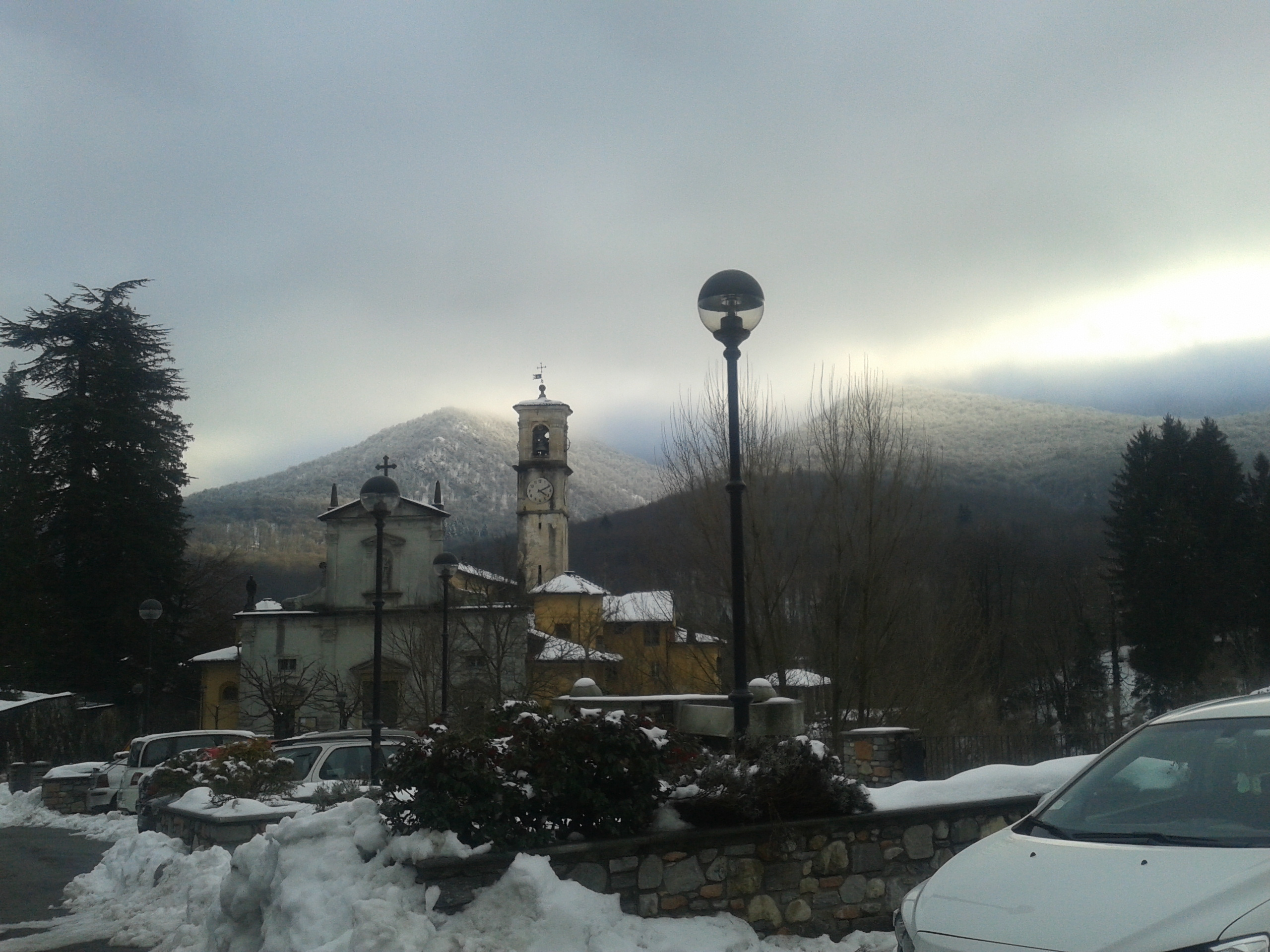
Pfarrkirche Sant’Appiano

Castello Cabiaglio ist eine italienische Gemeinde (comune) in der Provinz Varese in der Region Lombardei.

## Geographie
Die Gemeinde hatte 573 Einwohner (Stand 31. Dezember 2023). Castello Cabiaglio liegt etwa 13 Kilometer nordnordwestlich von Varese im Parco regionale Campo dei Fiori und gehört zur Comunità montana Valli del Verbano. Castello Cabiaglio bedeckt eine Fläche von 7,14 km². Das Gemeindegebiet ist hauptsächlich von Wäldern bedeckt, in denen Kastanien- und Buchenbäume vorherrschen. Im nördlichen Teil des Gebiets gibt es noch einige Terrassen, die früher für den landwirtschaftlichen Anbau und den Weinbau genutzt wurden, dann aber nach und nach aufgegeben wurden und in den Wald übergingen. 
Die Nachbargemeinden sind Barasso, Brinzio, Comerio, Cuveglio, Cuvio, Luvinate, Rancio Valcuvia und Varese.

## Geschichte
Das Gebiet des Castello Cabiaglio war bereits in der Römerzeit kolonisiert, wie die Entdeckung von etwa zehn Gräbern im Jahr 1889 gezeigt hat, deren Inhalt (Vasen aus Terracotta, Objekte aus Glas, Eisen und kaiserlichen Bronzemünzen) eine Datierung auf das 1. Jahrhundert nach Christus erlaubte. Es ist jedoch wahrscheinlich, dass das Tal, in dem sich das Dorf befindet, bereits seit dem 2. Jahrtausend vor Christus bewohnt war.
Der bewohnte Ortskern entwickelt sich fast parallel zu der oben erwähnten Provinzstraße, die das Dorf durchquert; der historische Ortskern bewahrt die Merkmale der ländlichen Dörfer des Alto Varesotto: es gibt Steinhäuser, die oft durch überdachte Eingangshallen verbunden sind, enge Straßen mit Säulengängen und gepflasterten Böden. Cabiaglio war in der Pieve von Cuvio, die in den Statuten der Straßen und Gewässer der Grafschaft Mailand als Cabiallio bezeichnet wird, gehörte zu den Gemeinden, die zur Instandhaltung der Bollate-Straße beitrugen (1346). Mit einer Anweisung des Notars Giacomo Perego vom 16. Mai 1450 wurde das Gebiet von Val Cuvia von Herzog Francesco I. Sforza an seinen Ratsherrn Pietro Cotta als Lehen vergeben. Das Lehen ging 1727 an den Grafen Giulio Visconti Borromeo Arese über, wobei der Verkäufer, der Jurist Pietro Cotta, das Recht hatte, die Lehnsrechte, d. h. die gepolsterte Gebühr, auf Lebenszeit einzuziehen. 
In den Registern des Estimo (Grundbuch) des Herzogtums Mailand von 1558 und den nachfolgenden Aktualisierungen im 17. Jahrhundert war Cabiaglio eine der Gemeinden, die in derselben Pieve vermessen wurden. In den 45 Abfragen von 1751 wurde die Ortschaft an den Grafen Giulio Visconti Borromeo Arese belehnt, dem sie 54 Lire und 9 Soldi pro Jahr für das Padding zahlte. Es war nicht üblich, dass der Konsul einen Eid auf die Strafbank ablegte, während die Rechtspflege dem Richter des Gemeindevorstehers oblag. Bis zum Ende des Jahres 1750 war der Bürgermeister für die Gemeindeverwaltung zuständig. Zu Beginn des Jahres 1751 wurden aufgrund der vom ordentlichen Magistrat erteilten Befugnis sechs Regenten von der Gemeinde für zwei Jahre gewählt. Danach wurden drei weitere Regenten gewählt, die neben drei der vorherigen Regenten standen und die Aufgabe hatten, die neu ernannten Regenten in ihrem Amt zu erleuchten. Zu den Aufgaben dieser Magistratur gehörten die Verwaltung und Bewahrung des Patrimoniums und die Überwachung der Verteilungen, die öffentlich verlesen werden mussten. Der Kanzler residierte in Cabiaglio und war mit der Führung der öffentlichen Bücher betraut, die er aufbewahrte, und erhielt ein Gehalt von 29 Lire pro Jahr.

## Bevölkerung
| Bevölkerungsentwicklung | Bevölkerungsentwicklung | Bevölkerungsentwicklung | Bevölkerungsentwicklung | Bevölkerungsentwicklung | Bevölkerungsentwicklung | Bevölkerungsentwicklung | Bevölkerungsentwicklung | Bevölkerungsentwicklung | Bevölkerungsentwicklung | Bevölkerungsentwicklung | Bevölkerungsentwicklung | Bevölkerungsentwicklung | Bevölkerungsentwicklung |
| ----------------------- | ----------------------- | ----------------------- | ----------------------- | ----------------------- | ----------------------- | ----------------------- | ----------------------- | ----------------------- | ----------------------- | ----------------------- | ----------------------- | ----------------------- | ----------------------- |
| Jahr                    | 1751                    | 1805                    | 1853                    | 1881                    | 1901                    | 1921                    | 1951                    | 1971                    | 1881                    | 1991                    | 2001                    | 2011                    | 2021                    |
| Einwohner               | 278                     | 368                     | 460                     | 604                     | 623                     | 599                     | 458                     | 382                     | 384                     | 444                     | 503                     | 530                     | 546                     |

## Sehenswürdigkeiten
- Pfarrkirche Sant’Appiano bewahrt am Hochaltar den Ölgemälde Madonna, Sant’Appiano e Sant’Agostino (1763), in der Kapelle del Suffragio  das Ölgemälde  Deposizione di Cristo (1764), in der Sakristei das Ölgemälde Sant’Appiano (um 1746) und Fresken im Presbyterium (1774), alle des Malers Giovanni Battista Ronchelli.

## Persönlichkeiten
- Giovanni Battista Ronchelli (* 1. Februar 1715 in Castello Cabiaglio; † 24. Januar 1788 ebenda), Maler